# Bespin
A Bespin (ejtsd: beszpin) a Csillagok háborúja elképzelt univerzumának egyik bolygója. A Birodalom visszavág és A jedi visszatér című filmekben jelenik meg.
Legismertebb létesítménye: Felhőváros.

## Leírása
Vállalkozók által létesített lebegő gázbányászati kitermelőhelyek, valamint átláthatatlanul sűrű, rózsaszín és lila felhők jellemzik. 
Holdjai a H'gaard és a Drudonna.
A kereskedelmi útvonalaktól távol helyezkedik el.
Mint a legtöbb gázbolygó, belseje magból és három további rétegből áll. A mag sugara 6000 km, ez szilárd fémből áll. A következő réteg 22 000 km folyékony rethenből áll. Ilyen mélységben a rethen annyira tömör, hogy folyékony halmazállapotban is fémre hasonlít. A következő rethen réteg 30 000 km vastag és nem annyira fémes. A hőmérséklet forró. E fölött helyezkedik el a mintegy 1000 km vastag felhőréteg.
A felhőréteg alján, ahol érintkezik a folyékony rethen tengerrel, a hőmérséklet eléri a 6000 fokot. A világűrtől számított 150 km-es mélységben kezdődik a lakható zóna, ami 30 km mély. Itt megfelelő a hőmérséklet, az oxigén mennyisége és a nyomás az emberi élet számára.
Ebben a magasságban hozták létre Felhővárost, a tibanna gázt kitermelő kolóniát.
A bolygó veszélyességét a heves viharok jelentik.
A gázbolygók többségével ellentétben, amiket többnyire nem éri meg kolonizálni, a Bespin kivételt jelent: rózsaszín felhőiben az értékes tibanna gáz található.

## Élővilága
A bolygón több őshonos faj található, amik közül egyik sem intelligens. Ezek között vannak a beldonok, a velkerek, a glowerek és a pinkek. A levegőben számos betelepített faj él, mint például az Alderaanról származó thranták.
A felhők között foszforeszkáló algák és hatalmas, beldonnak nevezett gerincesek élnek, amik néhány tudós szerint a tibanna gázt termelik. A beldonokra éles fogú ragadozók, velkerek vadásznak. A rawwk-ok denevérszerű dögevők, amik állítólag hálóhelynek elfoglalják az elhagyott bányászállomásokat.
A thrantákat a turisták számára szédítő mutatványok bemutatására használják.
Felhőváros mellett a látogatók néha felkeresik Tibannapolist is, a Klónháborúk során elhagyott, lebegő platformot, és az Ughnaught Felszínt, amit azért építettek, hogy az ughnaughtokat Gentesre, a szülőbolygójukra emlékeztesse.

## Történelme
|  | Alább a cselekmény részletei következnek! |

A gázbányászati kitermelőhelyek közül a legismertebb a Felhőváros komplexum, ami Lando Calrissian irányítása alatt állt, aki az irányítás jogát egy szerencsejátékon nyerte el. Bár a Galaktikus polgárháború során a Birodalom elfoglalta a Felhővárost, de a császár bukása után is viszonylagos szabadságot élvezett.
Felhővárost Ecclessis Figg, „külső Javin kereskedőmestere” építette azzal a szándékkal, hogy a légkörben található tibanna gázt a hiperhajtóművekhez hűtőközegként használják fel.
Valójában Figg a gázt robbanóanyagként szerette volna felhasználni, de hogy ne keltse fel a Bányászcéh figyelmét (ami a profitját veszélyeztette volna), a bányászati létesítményeket elegáns üdülőhelyként álcázta. Az álcázás annyira jól sikerült, hogy a turizmus önmagában is jelentős hasznot hozott.
Felhőváros és Lando Calrissian praktikái veszélybe kerültek, amikor Boba Fett egészen idáig követte a Millennium Falcont, őutána pedig Darth Vader következett, aki Luke Skywalkert szerette volna foglyul ejteni, Han Solót használva csalinak. 
Lando Calrissian kényes helyzetbe került, amikor Darth Vader utasítására korábbi barátját, Han Solót csapdába kellett csalnia. Később azonban lelkiismerete szerint segített Han Solónak és társainak a szökésben.
Luke és Darth Vader párbajoznak, aminek során Luke-nak levágják az egyik karját, beleesik egy szemétledobóba, aminek alján, Felhőváros alatt egy kézzel kapaszkodik. Innen Leia Organa irányításával megmentik (aki megérzi, hogy Luke életveszélyben van).
Később Darth Vader egy birodalmi helyőrséget létesít itt, de a stabilitás az endori csatáig nem állt helyre. Az Új Köztársaság alatt a vezetést a helyi ughnaughtok kezébe adták, a továbbiakban Lando Calrissian csak az adminisztratív feladatokat látta el.
|  | Itt a vége a cselekmény részletezésének! |

## Megjelenése a filmekben
A Birodalom visszavág és A jedi visszatér című filmekben jelenik meg.
A Birodalom visszavág készítésének korai szakaszában a Bespin nevei Katbrae, majd „Kettlebrae, a gázbolygó” voltak.
Egy érdekes elképzelés szerint a bolygó egy elrejtő eszköz alkalmazása következtében nem lett volna látható a világűrből. Ebben a kidolgozási fázisban a bolygót egy értelmes faj lakta volna (a whatnot-ok), amik a légkörben lebegő hatalmas bálnákon utaznak. Az író/rendező George Lucas régóta szerette volna ezeket a lebegő bálnákat megmutatni valamelyik Csillagok háborúja filmben. A bespini bálnák átkerültek a A jedi visszatér vázlataiba, mint szállítóeszközök, amit később Jabba levegőben úszó bárkájára cseréltek. A bálnák a Baljós árnyakban mint a gungan hadsereg alkotóelemei szerepeltek volna, végül A klónok támadásában jelentek meg.

## Megjelenése videojátékokban
Star Wars: Battlefront, Star Wars: Empire at War, Star Wars: Empire at War: Forces of Corruption

## Fordítás
- Ez a szócikk részben vagy egészben  a   Bespin című angol Wikipédia-szócikk fordításán alapul.  Az eredeti cikk szerkesztőit annak laptörténete sorolja fel. Ez a jelzés csupán a megfogalmazás eredetét és a szerzői jogokat jelzi, nem szolgál a cikkben szereplő információk forrásmegjelöléseként.